# 帕默 (麻薩諸塞州)
帕默（英語：Palmer）是一個位於美國麻薩諸塞州漢登縣的城市。

## 人口
根據2020年美國人口普查的數據，帕默的面積為82.88平方千米，當中陸地面積為81.78平方千米，而水域面積為1.09平方千米。當地共有人口12448人，而人口密度為每平方千米150人。